# Smyrnium libanotis
Smyrnium libanotis är en flockblommig växtart som beskrevs av Heinrich Johann Nepomuk von Crantz. Smyrnium libanotis ingår i släktet vinglokor, och familjen flockblommiga växter. Inga underarter finns listade i Catalogue of Life.